# Revue Suisse des Echecs
Revue Suisse des Echecs szwajcarskie czasopismo szachowe o charakterze miesięcznika będące organem Szwajcarskiej Federacji Szachowej.